# Кафене „Славия“
Кафене Славия (на чешки: Kavárna Slavia) е известно пражко заведение от края на XIX век.
Разположено е на десния бряг на река Вълтава срещу Народния театър, на ъгъла на Националния булевард и крайбрежната улица Сметанова. Намира се в двореца Лажански в Старе место, квартал Прага 1. Открито е през 1884 г.

## История
Граф Леополд Лажански притежава триетажен дворец, построен между 1861 и 1863 г., който посреща редица известни личности, включително композитора Бедржих Сметана. Полагането на основите на Народния театър през 1868 г. привлича повече посетители на това място. През 1884 г. в двореца е създадено кафене на име Славия, което е вдъхновено от идеята за чешкото национално чувство и панславизма.
Кафенето е отворено на 30 август 1884 г. и често посреща любители на културата, които отиват към съседния театър. Сред честите гости са актьора Индржих Мошна и театралния режисьор Ярослав Квапил, Ярослав Зайферт, Витезслав Незвал, Карел Тейге, Карел Чапек, Йозеф Чапек, Вацлав Шпала и Ян Зерзави. Кафето се превръща в място за изразяване на чешкото национално чувство.
По време на Първата република заведението е преобразувано във френско кафене в стил ар деко. Големите му прозорци предлагат гледка към Пражкия замък, река Вълтава и Мала страна.
То е национализирано през 1948 г., но през 50-те години на миналия век и по времето на нормализацията след 1968 г. се превръща в място за срещи на чехословашката дисидентска интелигенция. Освен Вацлав Хавел, по-късно президент на страната, тук идват и Вацлав Черни, поета Иржи Коларж.
През 1989 г. кафенето е отдадено под наем на HN Gorin, американски инвестиционен фонд, който обещава да отвори затвореното кафене. Вместо това, то остава затворено до 1997 г., въпреки протестите на жителите на Прага. Картината, представяща Славия, майката на славяните, чието име носи кафенето, е преместена в колекциите на Общинската галерия и е заменена с картина на пиещия абсент Виктор Олива.

## В литературата
- През 1967 г. Ярослав Зайферт споменава кафенето в книгата си „Кометата на Халей“.
- През 1985 г. писателят Ота Филип назова един от романите си „Кафе Славия“.
- През 1988 г. са издадени сцени на Милослав Шимек и Иржи Крампол под заглавието Стилистични упражнения от кафене „Славия“.

## Други
- В помещенията над заведението е разположен Филмовият и телевизионен факултет на Академията за сценични изкуства.
- В заведението Вацлав Хавел се запознава с бъдещата си съпруга, Олга.[3]